# Quararibea idroboi
Quararibea idroboi là một loài thực vật có hoa trong họ Cẩm quỳ. Loài này được (Cuatrec.) A.Robyns & S.Nilsson miêu tả khoa học đầu tiên năm 1974.